# Região Geográfica Imediata de Adamantina-Lucélia
A Região Geográfica Imediata de Adamantina - Lucélia é uma das 53 regiões imediatas do estado brasileiro de São Paulo, uma das quatro regiões imediatas que compõem a Região Geográfica Intermediária de Presidente Prudente e uma das 509 regiões imediatas no Brasil, criadas pelo IBGE em 2017.
É composta por 10 municípios, tendo uma população estimada pelo IBGE para 1.º de julho de 2017, de 137 140 habitantes e uma área total de 2 495,934 km².

## Municípios
Fonte: IBGE – Cidades
| Município        | População Estimada (2017) | Área (km²) |
| ---------------- | ------------------------- | ---------- |
| Adamantina       | 35 139                    | 411.987    |
| Flórida Paulista | 14 282                    | 524.138    |
| Inúbia Paulista  | 3 933                     | 87.119     |
| Lucélia          | 21 461                    | 314.81     |
| Mariápolis       | 4 087                     | 186.544    |
| Osvaldo Cruz     | 32 709                    | 248.038    |
| Pacaembu         | 14 086                    | 339.375    |
| Pracinha         | 3 768                     | 63.054     |
| Sagres           | 2 453                     | 147.935    |
| Salmourão        | 5 222                     | 172.934    |
| Total            | 137 140                   | 411,987    |